# 在郷軍人会
在郷軍人会（ざいごうぐんじんかい）は、現役を離れた軍人によって構成される組織のこと。一般的な用語としては、「退役軍人会」という言葉と混用して用いられるが、在郷軍人会は予備役にある者によって構成される。

## 日本
戦前に軍の現役を離れた軍人の入会していた団体を指し、これには全国統一的組織として帝国在郷軍人会（ていこくざいごうぐんじんかい、旧字体：帝󠄁國在鄕軍人會）があった。

### 帝国在郷軍人会
1910年（明治43年）11月3日、予備役・後備役軍人の軍人精神向上、傷痍軍人・軍人遺族の救護等を目的に伏見宮貞愛親王を総裁として発足した。
これは当時の陸軍省軍事課長田中義一がドイツの仕組みを参考に組織を編成したと言われている。当初、陸軍のみの組織であったが、1914年（大正3年）に海軍も対象に加わり、陸海軍共通の組織となる。
会は、聖旨を奉戴し、軍人精神の振作、軍事知識の増進を主眼とし、ほかに社会の公益を図り、常に国民の中堅であることの実を挙げることを目的とする。
事業としては、
- 勅語、勅諭その他の奉読式、四大節その他における遙拝式
- 軍人精神の鍛錬、軍事学術の研究および演練その他
- 毎年の陸海軍記念日における祝典、戦没者の祭典、廃兵、戦死者および公傷病兵の遺族に対する慰藉
- 会員の応召準備整頓、召集事務幇助、徴兵志願兵検査および簡閲点呼参会者の指導
- 入営者その他に対する軍事教育
- 青年訓練所の訓練幇助、青少年団の指導協力
- 風紀改善の協力、社会公益事業の幇助、公安維持ならびに非常時における救護事業の援助
- 会員の親睦、相互扶助
- 精神修練および軍事一般知識の普及に関する講演、機関誌として『戦友』および『我が家』の発行その他

会は、会員の訓練を行い在郷軍人の応召に備えるだけではなく、召集事務・徴兵検査・簡閲点呼の協力を行った。また、入営予定者の予習訓練も担当した。
本部は陸軍省（東京市牛込区原町）に置かれた。また各府県を単位として支部、市町村・会社を単位として分会が設置され、支部・分会の指導は各地の師団司令部・連隊区司令部が行った。
会は分会単位で組織され、本部は東京に置かれ、聯合支部は師団管下の区域内の支部で、支部は聯隊区区域内の聯合分会で、分会は市区町村内の会員で、それぞれ組織される。1市に数個の分会が、あるいは数区町村を合わせて1分会が、ほかに官私設の工場に任意、工場分会および工場聯合分会が、それぞれ置かれる。一部の聯合分会もしくは分会には海軍出身会員のために海軍班という1分会が置かれた。
1931年（昭和6年）調べで分会以上の団体数は内外地合わせて14,443であり、昭和7年の海軍班の数は558である。
役員は会長1名、副会長2名のほか本部に理事、監事および評議員若干名が置かれた。審議会は会の最高諮問機関で、正会員および現役軍人から成る。評議員会は会および各団体の決議機関で、理事会は執行機関で、理事には陸海軍の現役将校をまじえて軍部との連絡を図る。
在郷軍人は陸軍の五芒星と海軍の錨に、剣と盾とを組み合わせた徽章（正会員、特別会員、役員等、等級や役職により徽章のつくりに差異がある）を軍衣の右胸に付ける事になっていた。
会員は正会員、特別会員および名誉会員の3種で、昭和6(1931)年4月1日調査で、会員数は、正会員陸軍2,581,109名、海軍62,624名、その他特別会員および名誉会員を合計すると2,868,458名である。
1936年（昭和11年）9月25日に勅令によって帝国在郷軍人会令が公布され、陸軍省・海軍省共同の監督下に置かれ、以後天皇機関説撲滅運動など、軍部の政治力強化に協力した。
1945年（昭和20年）8月31日に解散が宣言され、これを受けて同年の11月5日に帝国在郷軍人会令も廃止された。
1947年1月4日の公職追放令（昭和22年勅令第1号）により、1937年（昭和12年）7月から1945年9月まで在郷軍人会郡市連合分会長、市町村分会長の地位にあったものは公職追放された。
現在、これに相当する組織は自衛隊員のOB組織である公益社団法人隊友会がある。

#### 歴代在郷軍人会会長
- 寺内正毅:陸軍大将（明治43年11月3日 - 大正8年11月3日、後に元帥、在任中に死去）
- 川村景明:元帥陸軍大将（大正8年12月1日 - 大正15年4月28日、在任中に死去）
- 一戸兵衛:予備役陸軍大将（大正15年5月12日 - 昭和6年8月6日）
- 鈴木荘六:予備役陸軍大将（昭和6年8月6日 - 昭和12年2月23日）
- 井上幾太郎:予備役陸軍大将（昭和12年2月23日 - 終戦）